# Église Saint-Sylvain d'Ahun
Pour les articles homonymes, voir Église Saint-Sylvain.
L'église Saint-Sylvain est une église catholique située à Ahun, en France.

## Localisation
L'église est située dans le département français de la Creuse, sur la commune d'Ahun, Acitodunum sur la carte de Peutinger.

## Historique
Ahun conserve une crypte et un chœur de l'église primitive. La plus ancienne mention connue est une déclaration datée de 1141 de l'évêque de Limoges reconnaissant que l'église est la propriété de l'abbaye de Moutier-d'Ahun. Cette reconnaissance est confirmée en 1182 par le pape Lucius III.
Les documents des archives municipales d'Ahun montrent que l'église a souffert des guerres de religion. Elle est réparée en 1598. Le clocher a été frappé par la foudre en 1665.

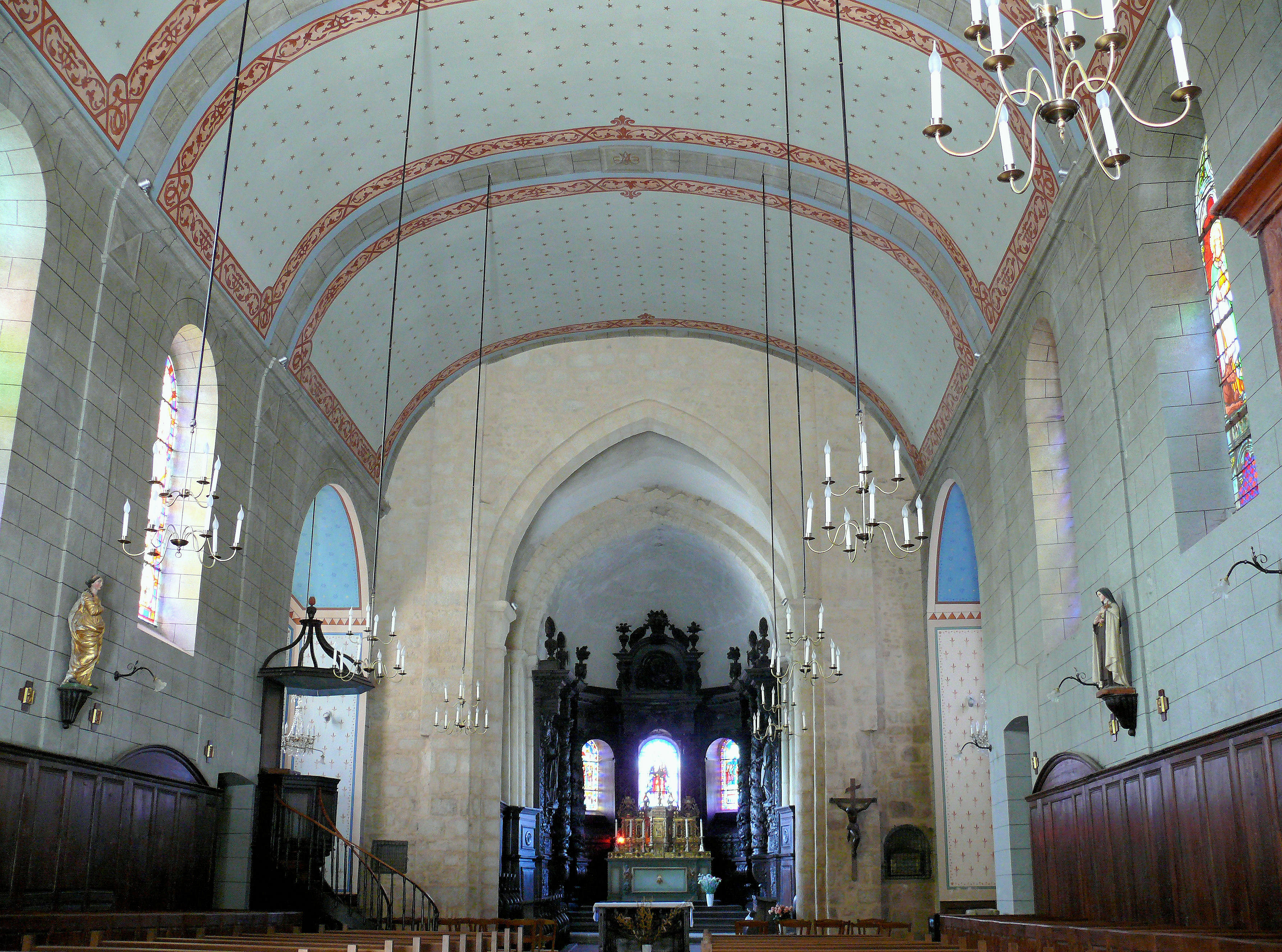
La nef reconstruite.

En 1770, l'église est dans un tel état de délabrement qu'elle est mise en interdit. Le 6 avril 1777, un devis de travaux de 21 500 francs présenté par Joseph Brousseau (1734-1797), du bourg de Saint-Médard, est accepté. Il a proposé de reconstruire la nef avec un vaisseau voûté d'un berceau en anse de panier en lattis revêtu de plâtre avec un éclairage par des fenêtres hautes. Le clocher octogonal est placé en façade en s'inspirant du clocher primitif qui était placé à la croisée du transept. Deux chapelles à trois pans donnent à l'église un plan en croix latine. L'église est rendue au culte le 26 novembre 1781.
L'édifice est classé au titre des monuments historiques en 1992.

## Description
On peut lire dans le procès-verbal de réouverture :
La dite église, autrefois composée de l'ancien chœur qui lui reste, de huit chapelles, dont l'une lui sert de sacristie, d'une nef et de deux ailes, ayant son clocher sans tribune sur quatre piliers entre le chœur et la nef, n'a plus aujourd'hui que quatre chapelles, savoir : celle de saint Sylvain, la plus près du chœur du côté de l'Épître, celle de saint Gilles, la plus près du chœur du côté de l'Évangile, celle de saint Jean, à droite en entrant par la grande porte, et celle de Notre-Dame-de-Pitié à gauche en entrant par la dite porte.
Il ne reste de l'église primitive que le chœur demi-circulaire situé en arrière de l'arc triomphal en tiers-point et l'absidiole méridionale. L'absidiole septentrionale a été détruite. Le style de construction correspond au milieu du XIIe siècle.

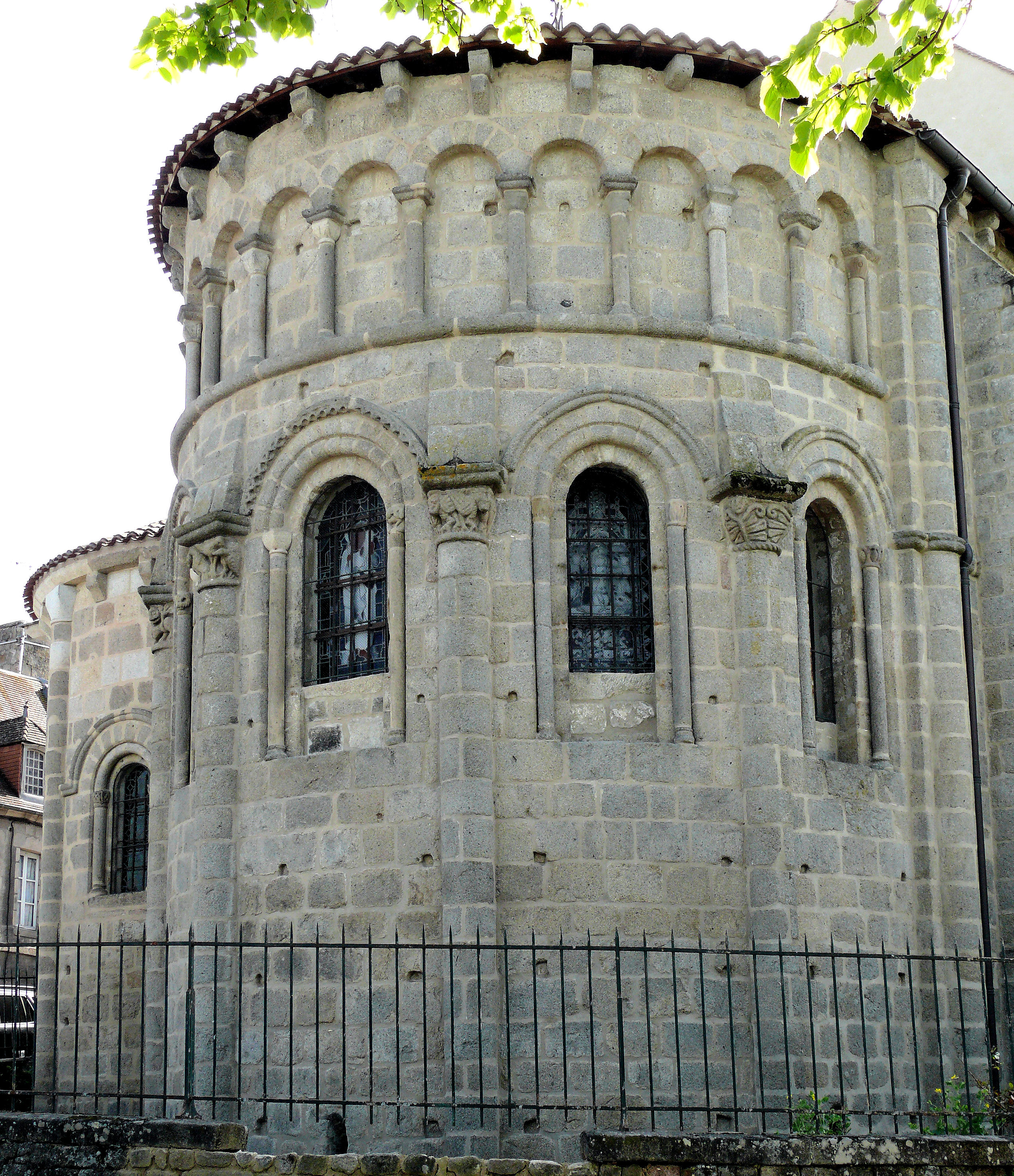
Abside.
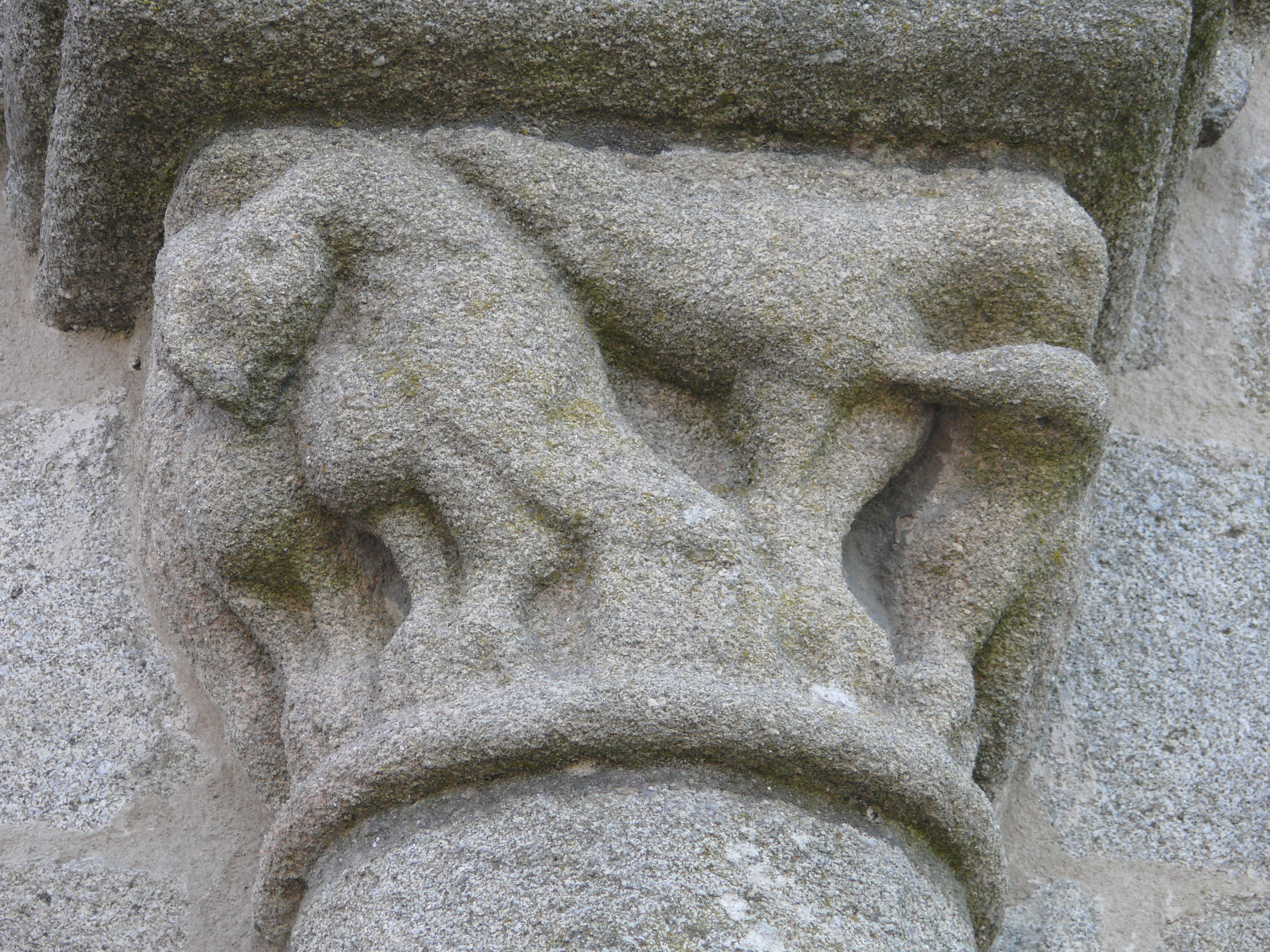
Abside : chapiteau.
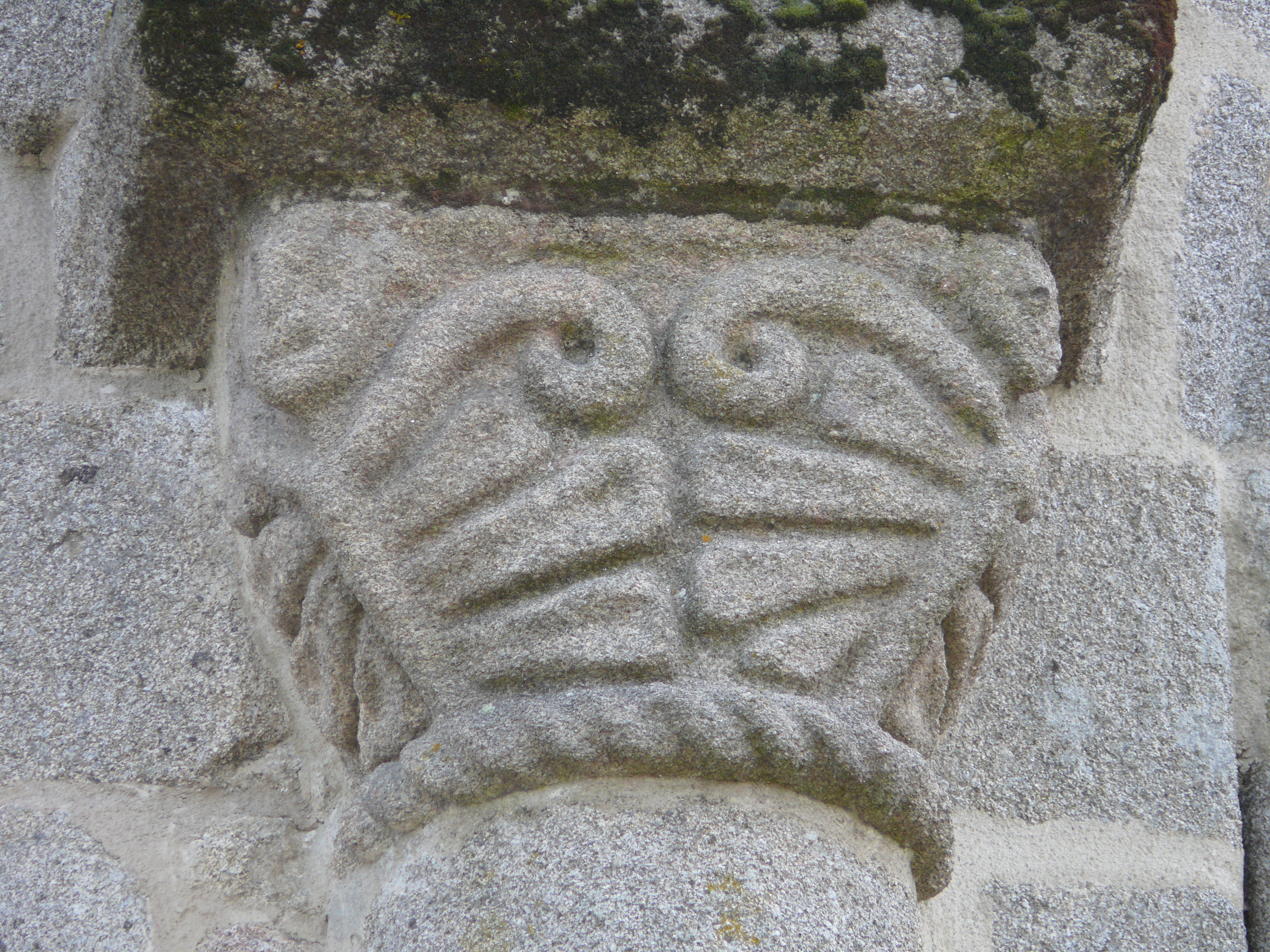
Abside : chapiteau.
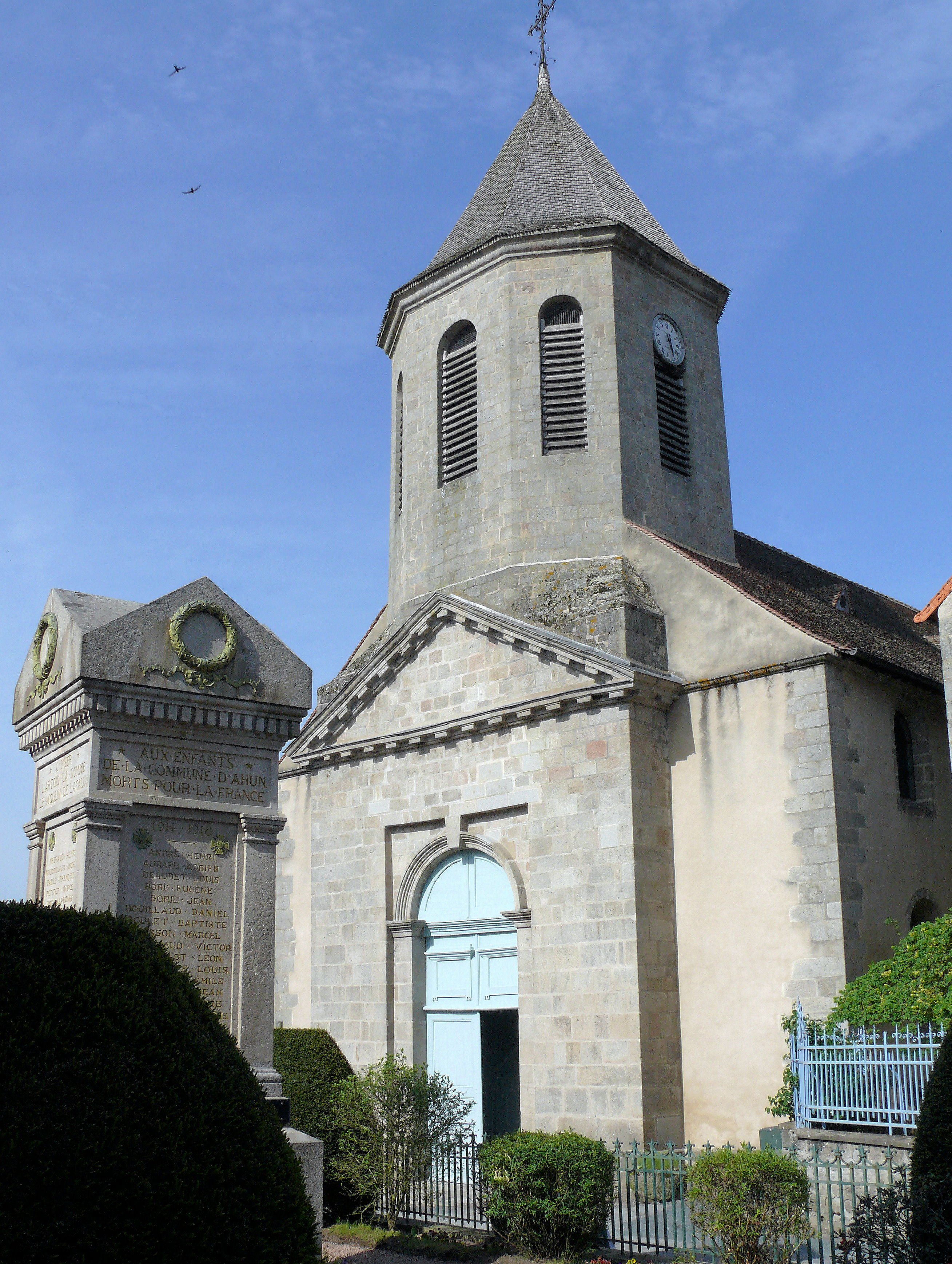
Façade occidentale et monument aux morts.
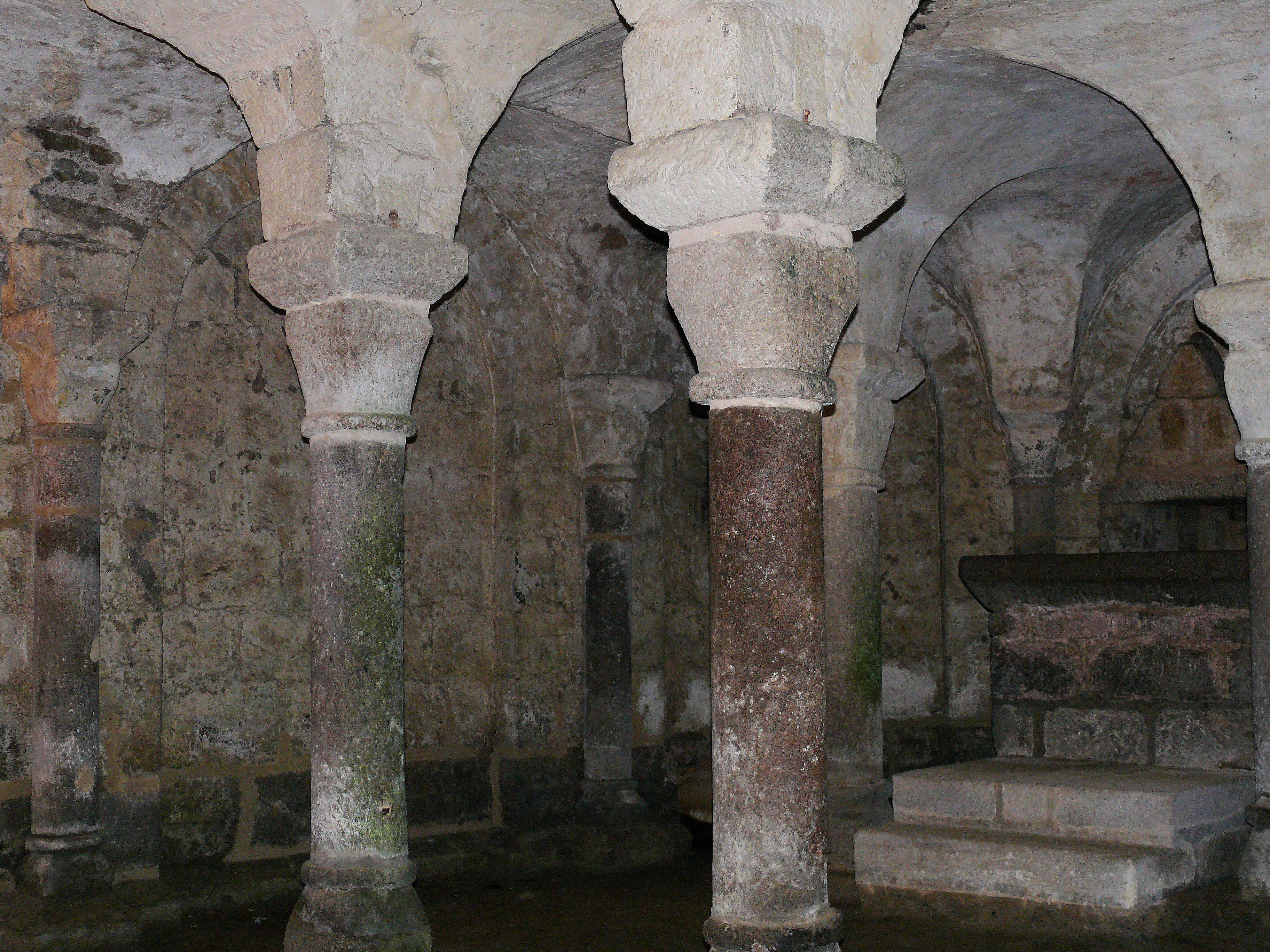
Crypte sous le chœur.

La sobriété de l'intérieur de l'édifice roman contraste avec la décoration de l'extérieur. L'abside est éclairée par cinq fenêtres. Elle est divisée en deux étages séparés par un cordon torique. À l'étage inférieur, entre les baies il y a une colonne terminée par un chapiteau décoré d'animaux adossés ou de palmettes. 'étage supérieur est décoré par des arcatures aveugles en plein cintre montées sur des colonnettes cylindriques. Ce type d'abside est à rapprocher de celles du Berry.
Sous le chœur et l'absidiole se trouve une crypte à laquelle on accède par une porte latérale, probablement récente. Son architecture pourrait la faire remonter au XIe siècle. Elle se compose de deux salles terminées en hémicycle. Celle située sous le chœur est divisée en trois vaisseaux voûtés d'arêtes. Les voûtes reposent sur deux rangées de colonnes monolithes. Les chapiteaux ne sont pas sculptés. Contre le mur, les voûtes retombaient sur des colonnes encadrant deux arcatures en plein cintre. Du côté occidental, trois fenestrellæ, aujourd'hui bouchées, prenaient le jour dans l'église haute. Le chevet est éclairé par trois fenêtres en plein cintre éclairant un autel de pierre nu. Le tombeau qui se trouve en arrière de l'autel, destiné à renfermer des reliques, est probablement plus ancien que la crypte.

## Mobilier
Le chœur de l'église est garni de belles boiseries réalisées en 1689 par Jean Pavillon, maître sculpteur à Guéret. Ces boiseries sont composées d'un entablement circulaire posé sur des colonnes garnies de pampres et d'animaux sculptés à la gouge. 
Aux extrémités se trouvent des bustes d'anges. Dans deux niches situées sur chacun des côtés ont été placées les statues de saint Gilles et de saint Sylvain vêtus de la dalmatique tenant un livre et une palme.
L'église comporte également une chaire, ainsi que 28 stalles dans l'avant-chœur, en rangées doubles de 14 (7 + 7), côté sud, et 15 (7 + 8), côté nord. 
L'église comporte également un autel en bois avec un tableau au dessus dans une chapelle. 
L'église dispose d'un deuxième autel dans une autre chapelle avec une statue de saint ainsi qu'une chair a prêcher.
On trouve un retable en bois doré datant du XVIIe siècle.
On peut voir à l'entrée de l'église une cuve baptismale remontant au XIIe siècle. Dans une des chapelles, située à l'entrée, est conservée une sculpture en ronde-bosse de la Vierge de Pitié entourée de saint Jean, sainte Madeleine et deux saintes femmes datant du XVIe siècle.

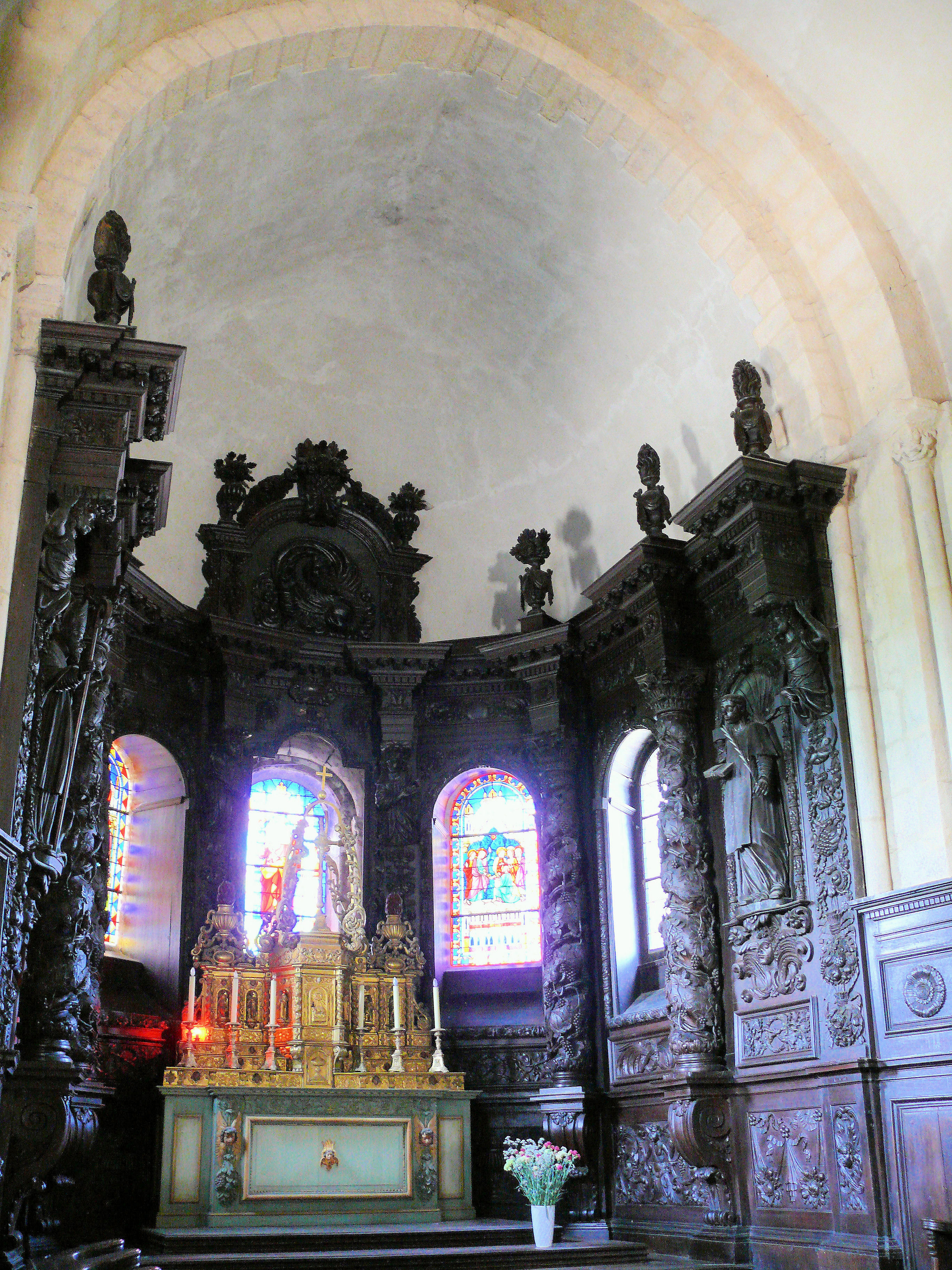
Boiseries du chœur.
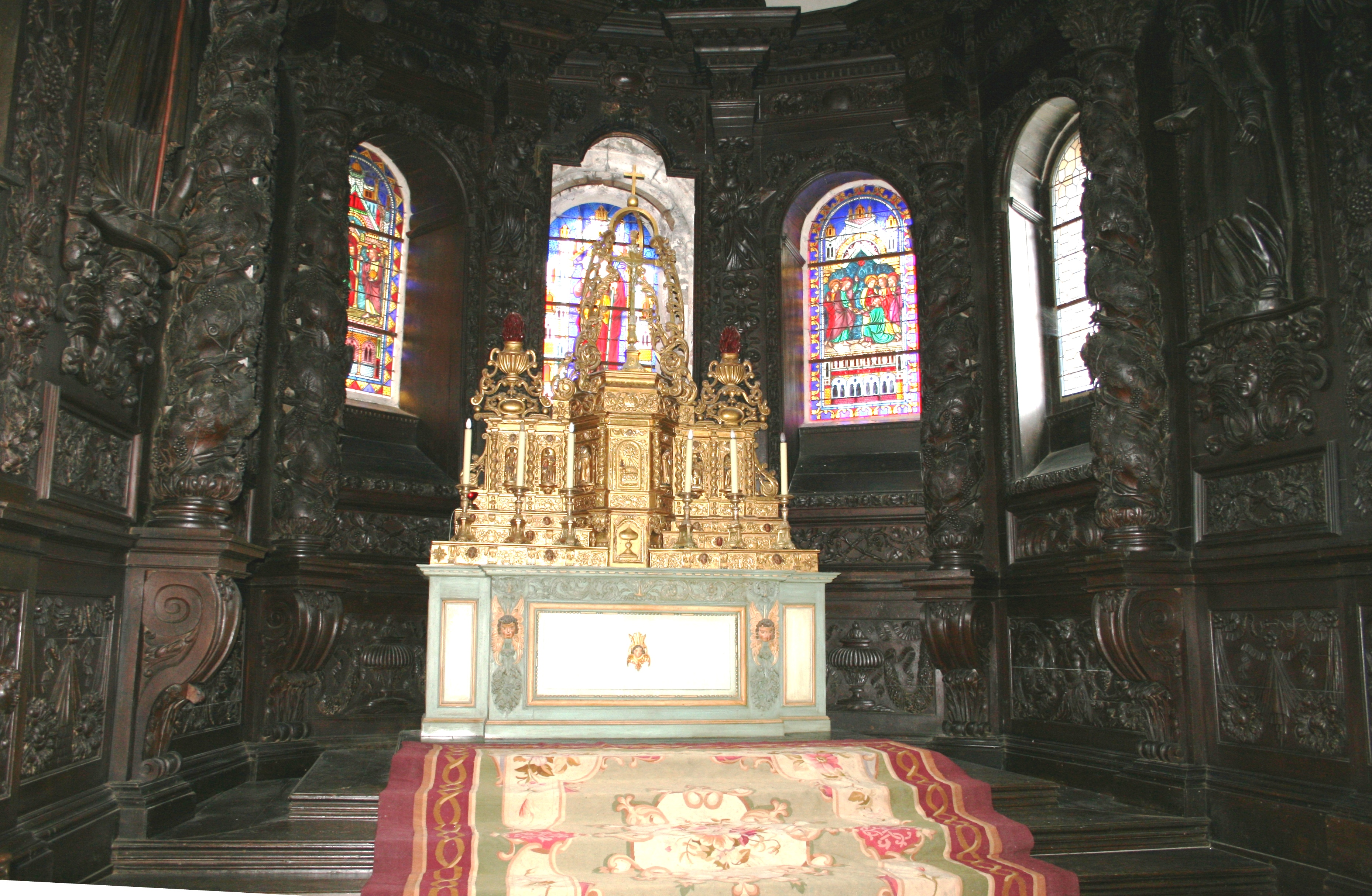
Boiseries et tabernacle.
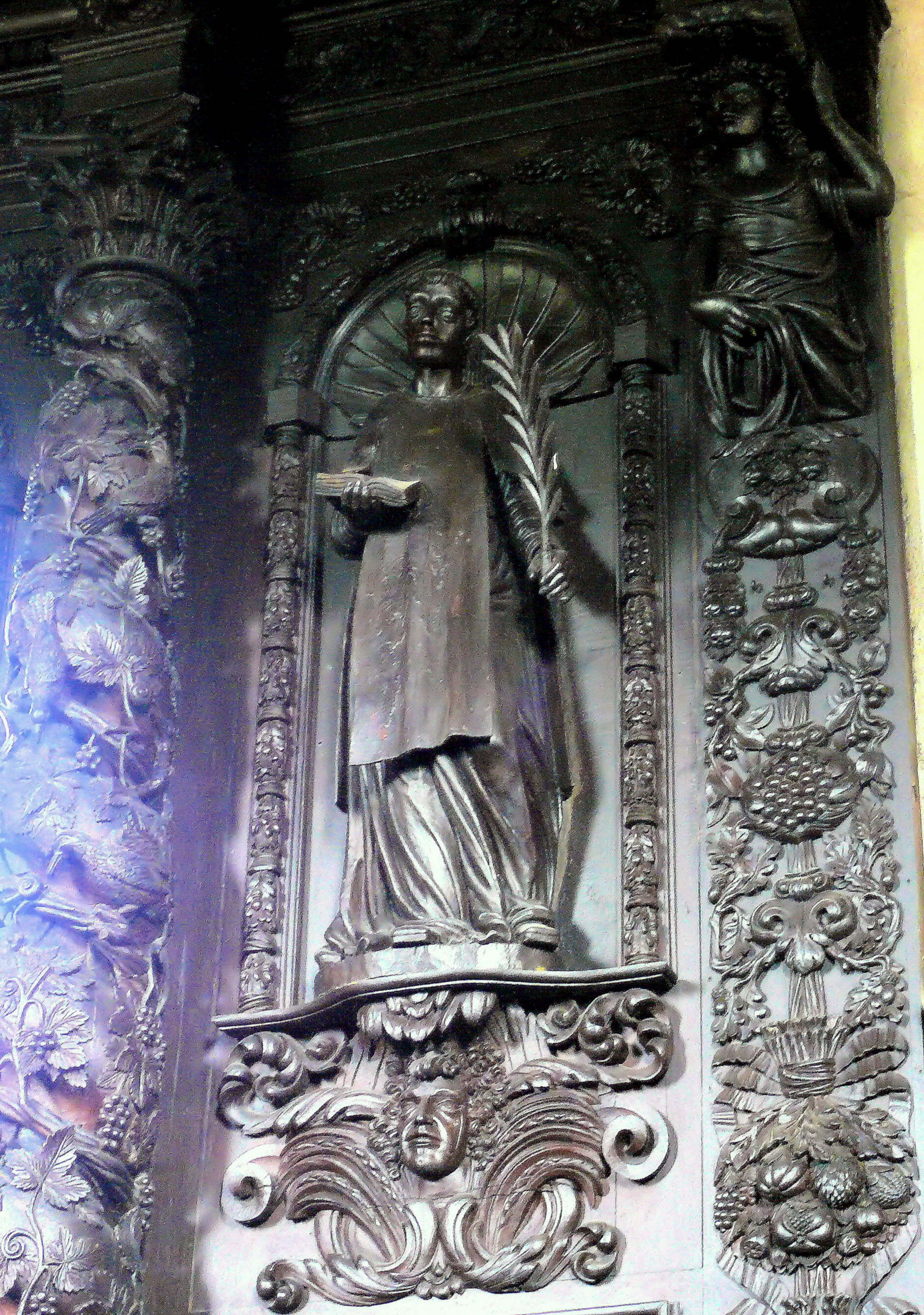
Boiseries : saint et buste d'ange soutenant l'entablement.
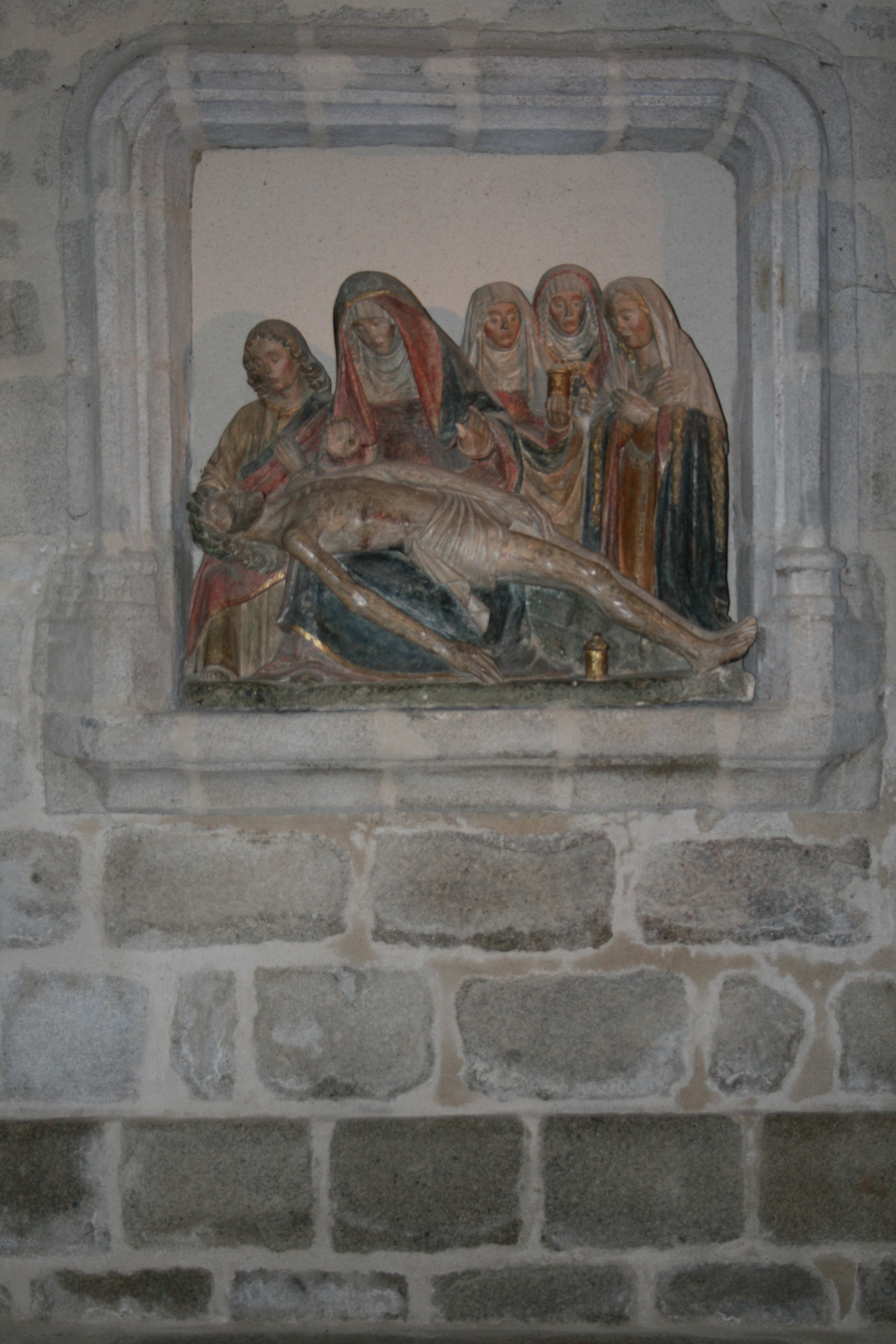
Vierge de Pitié.
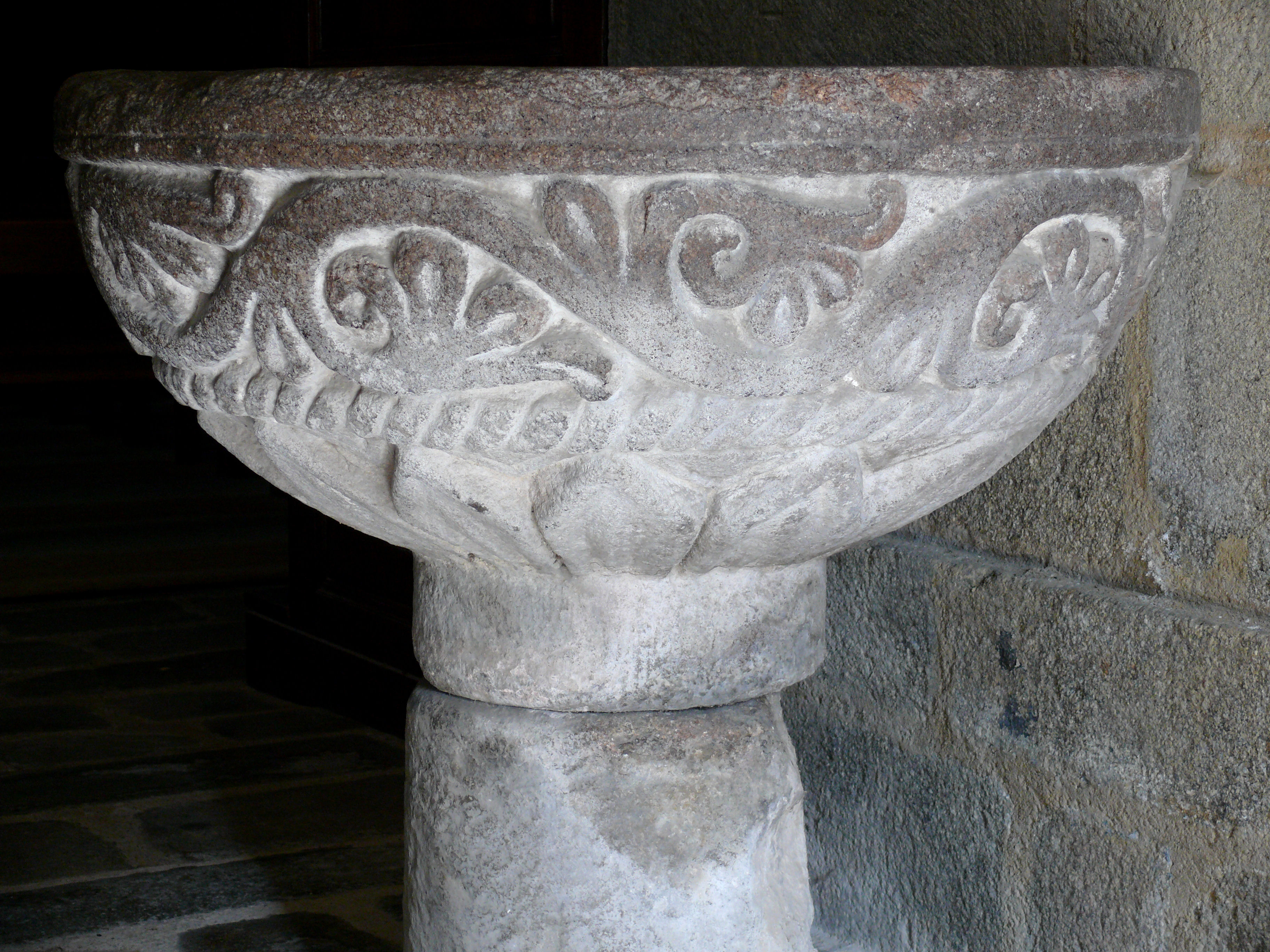
Cuve baptismale.